# Municipio de Musselfork
El municipio de Musselfork (en inglés: Musselfork Township) es un municipio ubicado en el condado de Chariton en el estado estadounidense de Misuri. En el año 2010 tenía una población de 344 habitantes y una densidad poblacional de 3,53 personas por km².

## Geografía
El municipio de Musselfork se encuentra ubicado en las coordenadas 39°34′21″N 92°55′3″O / 39.57250, -92.91750. Según la Oficina del Censo de los Estados Unidos, el municipio tiene una superficie total de 97.45 km², de la cual 95,55 km² corresponden a tierra firme y (1,96 %) 1,91 km² es agua.

## Demografía
Según el censo de 2010, había 344 personas residiendo en el municipio de Musselfork. La densidad de población era de 3,53 hab./km². De los 344 habitantes, el municipio de Musselfork estaba compuesto por el 99,71 % blancos y el 0,29 % eran de una mezcla de razas. Del total de la población el 0,58 % eran hispanos o latinos de cualquier raza.